# Dominic Ballard
Dominic Ballard (Inglaterra, 1 de abril de 2005) es un futbolista británico que juega de delantero en el Southampton F. C. de la Premier League.

## Trayectoria
Firmó su primer contrato profesional con el Southampton F. C. en abril de 2022.
El 23 de agosto de 2022, en la Carabao Cup, hizo su debut profesional y anotó su primer gol para el Southampton en la victoria por 3-0 ante el Cambridge United F. C. en la Copa de la Liga. El 21 de mayo de 2023 hizo su debut en la Premier League en una derrota por 3-1 ante el Brighton & Hove Albion F. C., sustituyendo a Joe Aribo en el minuto 70.

## Selección nacional
Habiendo representado previamente a Inglaterra sub-17, hizo su debut con Inglaterra sub-18 durante una victoria por 1-0 sobre los Países Bajos el 21 de septiembre de 2022.

## Estadísticas

### Clubes
Actualizado al último partido disputado el 28 de mayo de 2023.
| Club                         | Div.          | Temporada     | Liga  | Liga  | Liga   | Copas nacionales | Copas nacionales | Copas nacionales | Copas internacionales | Copas internacionales | Copas internacionales | Total | Total | Total  |
| Club                         | Div.          | Temporada     | Part. | Goles | Asist. | Part.            | Goles            | Asist.           | Part.                 | Goles                 | Asist.                | Part. | Goles | Asist. |
| ---------------------------- | ------------- | ------------- | ----- | ----- | ------ | ---------------- | ---------------- | ---------------- | --------------------- | --------------------- | --------------------- | ----- | ----- | ------ |
| Southampton F. C. Inglaterra | 1.ª           | 2022-23       | 2     | 0     | 0      | 2                | 1                | 0                | —                     | —                     | —                     | 4     | 1     | 0      |
| Southampton F. C. Inglaterra | Total club    | Total club    | 2     | 0     | 0      | 2                | 1                | 0                | 0                     | 0                     | 0                     | 4     | 1     | 0      |
| Total carrera                | Total carrera | Total carrera | 2     | 0     | 0      | 2                | 1                | 0                | 0                     | 0                     | 0                     | 4     | 1     | 0      |